# Ковалюк, Роман Васильевич
Рома́н Васи́льевич Ковалю́к (укр. Роман Васильович Ковалюк; 10 августа 2005, Луцк) — украинский футболист, полузащитник клуба «Верес».

## Биография
Родился в Луцке. Воспитанник местной «Волыни». В ДЮФЛУ, кроме луцкой команды, играл за львовский «Рух». В начале марта 2023 года перешёл в «Верес», в составе которого в сезоне 2022/23 играл в юношеском чемпионате Украины. Впервые в заявку первой команды ровенчан попал 17 сентября 2023 года, на проигранный (1:2) выездной матч 7-го тура Премьер-лиги Украины против криворожского «Кривбасса», но просидел все 90 минут на скамейке запасных. В высшем дивизионе чемпионата Украины дебютировал 7 октября 2023 года в проигранном (0:2) выездном поединке 10-го тура против «Днепра-1». Роман вышел на поле на 46-й минуте вместо Владислав Шарай.